# Nino Salukwadse
Nino Salukwadse (georgisch ნინო სალუქვაძე, englisch Nino Salukvadze; * 1. Februar 1969 in Tiflis, Georgische SSR, Sowjetunion) ist eine Sportschützin aus Georgien. Sie ist als Olympiasiegerin, Welt- und mehrfache Europameisterin eine der erfolgreichsten Sportschützinnen der Gegenwart. Gemeinsam mit dem kanadischen Springreiter Ian Millar hält sie den Rekord für die meisten Olympiateilnahmen (10).
Nino Salukwadse schießt rechtshändig und ist seit 1985 im Sportschießen aktiv. Zwischen 1985 und 1988 wurde sie sowohl im Sportpistoleschießen als auch im Schießen mit der Luftpistole insgesamt viermal Europameisterin der Junioren. 1989 siegte sie bei der Europameisterschaft in Zagreb in der Disziplin Sportpistole erstmals im Erwachsenenbereich. Ein Jahr später wurde sie in Arnheim Europameisterin im Luftpistolenschießen, 1993 gewann sie die Europameisterschaft in Brno im Schießen mit der Sportpistole. Vizeeuropameisterin wurde sie 1999 in Bordeaux (Sportpistole) sowie 2005 in Tallinn und 2008 in Winterthur (jeweils Luftpistole). Bei den Europameisterschaften 1991 in Manchester, 1996 in Budapest und 2001 in Pontevedra (jeweils Luftpistole) sowie 2003 in Plzeň (Sportpistole) belegte sie den dritten Platz.
1989 wurde sie in Sarajevo Weltmeisterin im Schießen mit der Luftpistole. In der gleichen Disziplin belegte sie auch bei den Weltmeisterschaften 2002 in Lahti den zweiten Platz. Bei ihrer ersten Olympiateilnahme bei den Spielen 1988 in Seoul gewann sie, noch für die Sowjetunion startend, eine Goldmedaille in der Disziplin Sportpistole 25 Meter und eine Silbermedaille im Schießen mit der Luftpistole aus zehn Metern Distanz. Zwanzig Jahre später belegte sie bei den Spielen 2008 in Peking den dritten Platz im Luftpistolenschießen hinter der Chinesin Guo Wenjun und der Russin Natalja Paderina. Während der Siegerehrung umarmte sie Natalja Paderina, um damit gemeinsam mit der Russin den Wunsch nach einem Ende der zeitgleich zu den Spielen ausgetragenen Kampfhandlungen zwischen Russland und Georgien um das umstrittene Kaukasusgebiet Südossetien zum Ausdruck zu bringen.
Bei den Spielen 2016 in Rio de Janeiro – ihren 8. Spielen – ging sie gemeinsam mit ihrem Sohn Tsotne Machavariani an den Start, als erstes Mutter-Sohn-Duo der olympischen Geschichte.
Während der Eröffnungsfeier der Olympischen Sommerspiele 2020 in Tokio war sie, gemeinsam mit dem Gewichtheber Lascha Talachadse, die Fahnenträgerin ihrer Nation.
Während der Eröffnungsfeier der Olympischen Sommerspiele 2024 in Paris war sie, erneut gemeinsam mit Lascha Talachadse, die Fahnenträgerin ihrer Nation.
Mit ihrer 10. Teilnahme hält sie gemeinsam mit dem kanadischen Springreiter Ian Millar den Rekord für die meisten Olympiateilnahmen.
Nino Salukwadse ist von Beruf Psychologin. Sie ist verheiratet und hat zwei Kinder.